# Иринарх Соловецки
Иринарх Соловецки (? - 17. јул 1628) - игуман Соловецког манастира (1614-1626). Поштован у Руској цркви као светитељ. Спомиње се 17. јула (по јулијанском календару) .

## Биографија
Подаци о раним годинама Иринарховог живота нису сачувани. Године 1614, вољом цара Михаила Федоровича, постао је игуман Соловецког манастира. У периоду руковођења манастиром, учинио је много на побољшању благостања не само свог манастира, већ и околине, упркос чињеници да је током рата са Шведском био принуђен да обнови манастирска утврђења и одржава више него хиљаду војника. У истом периоду, Елеазар Анзерски је основао скит Свете Тројице на острву Анзер.
Преминуо је 17. јула 1628. године. Житије светог Иринарха саставио је Соловецки монах, а затим игуман Иларион Каљазински .